# まりひめ
まりひめは、日本・和歌山県が育成したイチゴの品種。

## 概要
和歌山県が育成したオリジナルのイチゴ品種で、和歌山県以外での栽培は行われていない（2023年時点）。
市場評価が高く、栽培面積は増加傾向にあり、2022年の作付け面積は20ヘクタールほど。

## 特徴
果実は大きく、果形は円錐形をしている。果色は、光沢のある鮮やかな赤色で、果肉も赤色を帯びている。
強い甘味と程よい酸味が特徴。

## 系統
章姫とさちのかを交配した個体から選別を行い、2010年3月に品種登録された。

## 名称
和歌山県の民芸品である紀州てまりのようにかわいらしく 愛される品種となることを願っての命名である。

## 毬姫様
毬姫様（まりひめさま）は、まりひめプレミアムの通称。和歌山県いちご生産組合連合会がまりひめのブランド力向上を目的として2016年に基準を制定した。
- 1個の重量が35グラム以上であること[1][4][5]。
- 糖度9度以上であること[4][5]。
- 完熟果実。このため、12月から2月までの期間限定出荷となる[5]。

まりひめ生産量の中の0.1パーセントほどしか認定されない。2年めとなった2018年の出荷量は1313ケースだが、これでも前年度より倍増している。